# كليف كليفينغر
كليف كليفينغر هو رائد أعمال وسياسي أمريكي، ولد في 20 أغسطس 1885 في لونغ باين في الولايات المتحدة، وتوفي في 13 ديسمبر 1960 في تيفين في الولايات المتحدة. نشط حزبياً في الحزب الجمهوري. وقد انتخب عضو مجلس النواب الأمريكي ‏.